# Frank Mount Pleasant

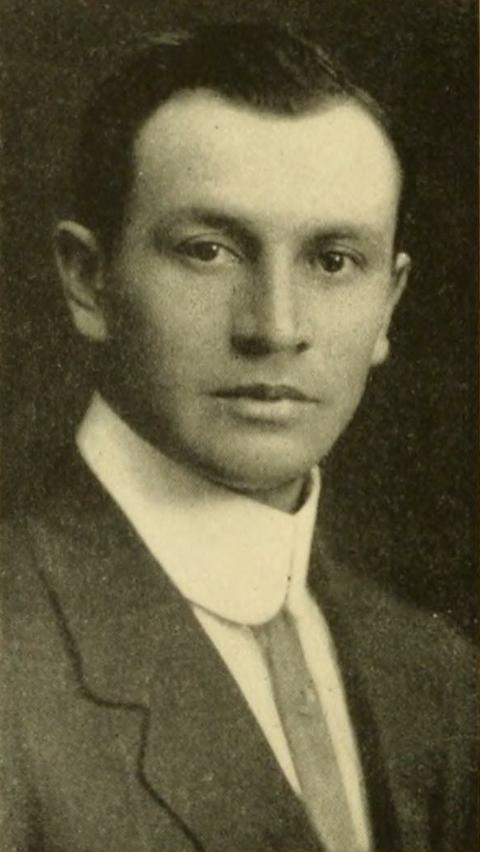
Frank Mount Pleasant, um 1912

Frank Mount Pleasant (eigentlich Franklin P. Mount Pleasant; * 1884 im Tuscarora-Reservat, New York; † 12. April 1937 in Buffalo) war ein US-amerikanischer Leichtathlet und American-Football-Trainer.
Während seiner Zeit an der Carlisle Indian Industrial School (die auch von Jim Thorpe besucht wurde) zeichnete er sich nicht nur im Football, sondern vor allem im Weitsprung aus. Am 19. Mai 1906 gelang ihm in Carlisle ein Sprung von 7,24 m, und 1908 qualifizierte er sich mit 7,06 m als Zweiter des Ausscheidungskampfs der US-Oststaaten für die Olympischen Spiele in London. Dort wurde er mit 6,82 m Sechster im Weitsprung und mit seiner persönlichen Bestleistung von 13,97 m ebenfalls Sechster im Dreisprung.
Von 1908 bis 1910 besuchte er das Dickinson College, an dem er als erster Indianer graduierte.
Danach war er als Football-Trainer für die Teams des Franklin & Marshall College, der Indiana Normal School (heute Indiana University of Pennsylvania) und der University at Buffalo, The State University of New York tätig. Im Ersten Weltkrieg war er Unterleutnant der United States Army.
Danach lebte er vorwiegend von Gelegenheitsarbeiten. Die Umstände seines Todes sind rätselhaft. Drei Tage nachdem man ihn mit zertrümmertem Schädel auf einem Bürgersteig fand, starb er in einem Krankenhaus.